# Les Origines de la pensée grecque
Les Origines de la pensée grecque est un essai de l'historien Jean-Pierre Vernant, paru en 1962 et publié au sein de la collection « Mythes et Religions », dirigée par Georges Dumézil. L'ouvrage analyse les conditions socio-politiques, spirituelles et intellectuelles de l'émergence de la polis (ou « cité ») en Grèce ancienne, de l'époque mycénienne au Ve siècle. Devenue un classique, cette œuvre a relancé le débat sur les spécificités de la pensée grecque.

## Sujet
L'essai propose l'analyse des conditions d'apparition d'un savoir rationnel dans la Grèce du début du VIe siècle av. J.-C., ainsi que son avènement aux dépens d'une pensée marquée par le mythe. Un nouveau type de réflexion apparaît en effet à ce moment dans la colonie grecque ionienne de Milet (aujourd'hui située en Turquie). Son originalité réside dans la volonté de donner une explication profane (non religieuse) de la genèse du cosmos. Cette pensée se singularise également par son caractère géométrique (elle s'intéresse au rapport d'égalité et de proportionnalité) et par l'influence qu'elle reçoit du nouveau type d'organisation sociale qui est le propre de la polis, la cité grecque. Rechercher les conditions d'apparition de cette pensée invite, selon Jean-Pierre Vernant, à décrire le passage de la civilisation mycénienne à l'univers social et spirituel de la polis.

## Description et analyse

### Structure de l'œuvre
Après un mise en contextualisation historique, l'auteur décrit l'avènement, en Asie mineure au VIe siècle av. J.-C., d'une nouvelle forme d'organisation politique, la cité-État (ou polis), mise en rapport avec l'émergence d'une forme de pensée rationnelle, incarnée en particulier par la philosophie grecque. Cet événement historique est décrit comme celui du passage du « muthos au logos » (« du mythe à la raison »).

### Résumé par chapitres

#### Introduction
La religion et la mythologie de la Grèce classique s'enracinent dans un passé mycénien mieux connu depuis le déchiffrement du linéaire B. Au XIIe siècle av. J.-C., cette civilisation mycénienne s'effondre en raison des invasions doriennes : toute une forme de vie sociale, tout un univers spirituel et psychologique disparaissent et se transforment. L'effacement du Roi divin au profit d'un État qui est l'affaire des citoyens prépare une double innovation : l'institution de la cité et la naissance de la pensée rationnelle. À partir du VIIIe siècle av. J.-C., dans le cadre d'une reprise des relations avec l'Orient, la Grèce affirme son identité originale, sa volonté de laïciser sa pensée politique. Si l'on veut dresser l'acte de naissance de la raison grecque, c'est ce tournant du VIIIe siècle qu'il convient de comparer avec l'arrière-plan mycénien.

#### I Le cadre historique
Bien avant la naissance de la pensée grecque, vers le IIe millénaire av. J.-C., la Méditerranée n’est pas coupée entre l’Orient et l’Occident : on a un ensemble de peuples différents mais formant une même culture. Le monde mycénien commence à se former entre la Grèce continentale et la Crète. Il est en contact avec le Moyen Orient, l’Égypte, il y a des échanges.

#### II La royauté mycénienne
Elle organise la vie sociale autour du palais et de l’anax, le roi, qui concentre les pouvoirs politiques, militaires, économiques du royaume; en plus de posséder une fonction religieuse. Le pouvoir est centralisé mais [?] relative autonomie de seigneurs, des basileus, vassaux du roi. 
Les scribes crétois mettent leurs compétences au service du royaume et mettent au point des techniques d’administration et de comptabilité essentielles pour gouverner le royaume.
La royauté mycénienne va disparaitre avec l’invasion Dorienne. Cela va aussi provoquer la perte de contact entre le monde Grec et l’Orient, et la disparition de l’écriture.  

#### III La crise de la souveraineté
Une nouvelle ère s’installe, on passe d’un royaume gouverné par un roi tout puissant à de multiples cité-état, où l’aristocratie et les villageois gouvernent. On a un « éclatement de la souveraineté » car avant tous les pouvoirs étaient concentrés dans les mains du roi alors que maintenant ils sont dispersés entre tous les citoyens. La politique, la vie de la cité, les problèmes d’intérêt général deviennent « l’affaire de tous » et sont débattus à l’Agora, place publique au centre de la cité, où on écoute les arguments de chaque citoyen de façon égale.
C’est donc le début de la naissance des cités-états comme Athènes composés de citoyens libres, autonomes et égaux : ce que l’on appelle la Polis est né (on est vers le VIIIe - VIIe siècle av. J.-C.)

#### IV L'univers spirituel de la «Polis»
La naissance de la Polis ne signifie pas immédiatement la naissance de la raison grecque, mais à terme, c’est bien elle qui permettra à la pensée grecque de se forger. La Polis instaure le prestige de la parole, met en avant le débat, la discussion et les confrontations d’idées. L’univers spirituel de la Polis est marqué par 3 types d’hommes : les Sages, les sophistes et les philosophes. Le Sage est un citoyen considéré comme supérieur, plus intelligent qui détiendrait une parole véritable. Les sophistes sont des personnes intelligentes qui vendent leur vérité (ils considèrent qu’il n’y a pas de vérité absolue) et ils sont très présents dans l’espace public. À l’opposé, les philosophes hésiteront à exposer leur savoir dans la sphère privée d’une secte ou dans le débat public (et donc prendre part à l’activité politique).
De plus, les citoyens se considèrent comme des semblables : le principe d’égalité naît (isonomia au VIe siècle). Mais l’égalité du monde grec n’est pas celle que nous connaissons aujourd'hui, elle se résume sur le plan politique : c’est l’égale participation de tous les citoyens à l’exercice du pouvoir.

#### V La crise de la cité. Les premiers sages
Vers le VIIe et le VIe siècle av. J.-C. on observe une reprise des relations commerciales en Méditerranée, entre la Grèce et l’Orient. Les richesses s’échangent et sont signe de puissance. L’écart de richesse entre l’aristocratie et les paysans se creuse, d’autant plus qu’il y a de plus en plus de monde à nourrir. 
Cela donne lieu à un moment de crise, de troubles et de conflits internes où la violence et l’injustice sont courants.
On va donc chercher un équilibre permettant de maintenir le corps social de la Polis et d’avoir une cité unie. Ce sont les religieux et les Sages qui ont un rôle déterminant : ils vont en quelque sorte créer le Droit et la Justice, qui devront s’appliquer de manière égale pour tous.

#### VI L'organisation du cosmos humain
Les mouvements religieux n’ont pas seulement permis de poser les bases du droit et de l’égalité au sein de la Polis mais ont aussi inspiré des réflexions morales et politiques.
Deux visions vont s’opposer. Solon veut donner à chaque citoyen la part de pouvoir qui lui revient en fonction de sa richesse. Il n’y a pas une égalité pleine et entière des citoyens mais une égalité dite géométrique. On a donc un cosmos maintenu par la loi dans un ordre hiérarchique. À ce courant aristocratique va s’opposer un courant plus démocratique qui définit tous les citoyens comme des égaux sans considération de fortune ni de vertu. Les citoyens ont exactement les mêmes droits à participer à tous les aspects de la vie publique. 
Grâce à Clisthène, cet idéal d’isonomia va être possible. Le monde social prend alors la forme d’un cosmos circulaire et centré, où chaque citoyen a une fonction qui lui est attribuée durant 1/10e de l’année, et occupe toutes les fonctions suivant l’ordre du temps.
Les relations sociales ne sont plus soumises à la hiérarchie, on crée un univers homogène, sans différenciation des citoyens selon leurs richesses. 
On a donc un Cosmos uni.

#### VII Cosmogonie et mythe de souveraineté
Après s’être débarrassé de la Royauté mycénienne, avoir créé la Polis et instauré le principe d’égalité, la raison grecque va progressivement naître vers le VIe siècle av. J.-C.
Cette raison grecque va apparaître car on se démarque des cosmogonies et des mythes de souverainetés. Les cosmogonies sont les récits sur la création et l’origine du monde et les mythes de souveraineté tentent d’expliquer comment est ordonné le monde et qui le dirige.
Les mythes vont  progressivement disparaître et on va tenter d’expliquer l’origine du monde, non pas grâce à des puissances divines mais grâce à des réalités naturelles. Cependant, ceux que l’on appelle les « physiciens » gardent un discours proche des théologiens : ils substituent aux puissances divines des réalités physiques. Les physiciens ne connaissent pas par exemple l’expérimentation. 
Mais Vernant montre que le discours de ces physiciens va produire une nouvelle attitude d’esprit et un affranchissement des mythes et du domaine religieux. Et c’est en cela qu’on peut parler de la naissance de la raison grecque et d’une pensée rationnelle. Cependant, Vernant dit que ce n’est pas un « miracle grec » comme on l’entend souvent, car ces concepts ne sont pas apparus miraculeusement, bien au contraire, ce fut un processus lent.
À l’école de Milet, les premiers physiciens (qui sont par ailleurs des philosophes) sont Thalès, Anaximandre et Anaximène.

#### VIII La nouvelle image du monde
Les Grecs ont une vision du monde influencée par l’astronomie et la géométrie. On localise la Terre au centre de l’univers. On pense que si la Terre est immobile et ne tombe pas, c’est qu’elle est à égale distance de tous les autres points de l’univers. 
Les grecs voient donc des relations d’égalité dans la nature. Ils veulent organiser le Cosmos social de la cité et le pouvoir de la cité de la même manière que la nature est organisée. 
C’est pour cela qu’on décide de disposer le pouvoir au centre, et à égale distance de tous les citoyens. C’est cette déposition du pouvoir au centre qui permet d’équilibrer la Cité, d’avoir un pouvoir stable et démocratique. L’agora, espace public et laïcisé en est le symbole : au centre de la cité, elle permet des discussions entre citoyens égaux.

#### Conclusion
Les origines de la pensée grecque proviennent du régime politique démocratique qui s’instaure en Grèce vers le VIe siècle. La polis est en effet fondée sur le débat argumenté des citoyens entre eux, ce qui permit un éloignement progressif vis-à-vis des mythes. D'où la dernière phrase du livre : « La raison grecque est fille de la cité ». En Grèce est né, non pas LA raison, mais UNE raison (un leitmotiv chez J.-P. Vernant, qu'on retrouve par exemple dans Entre mythe et politique). 
Quoiqu' inspiré de la pensée grecque, le rationalisme et la science moderne s'en distinguent toutefois sur de nombreux points (à commencer par l'importance accordée à la science expérimentale). Selon Vernant, l'émergence de la pensée rationnelle grecque s’est surtout faite sur le plan politique et concerne plus les relations entre les hommes, que le rapport aux choses. Ainsi, c’est la naissance de la Cité qui a permis l’émergence de la raison grecque.
Celle-ci émerge lorsque les Sages délaissent les mythes pour se questionner de manière indépendante sur la nature et l’origine du monde. La pensée politique est extérieure à la religion et est rattachée à l’homme qui est  avant tout un citoyen.

### Analyse de la dernière phrase du livre: «Dans ses limites comme dans ses innovations, la raison grecque est fille de la cité»
La raison grecque n’est pas apparue par miracle et n’a pas précédé la cité. Ce sont les transformations économiques, sociales et politiques qui ont conduit à la formation de la Polis vers le VIe siècle. La « cité » est en fait ici le régime politique en Grèce c’est-à-dire celui qui a instauré l’égale participation des citoyens au pouvoir, prôné les débats dans l’Agora. Ce sont donc les bouleversements politiques qui ont permis la naissance de la raison grecque et non l’inverse : la cité n’est pas construite par la raison grecque. C’est pour ça que Vernant dit que la raison grecque est fille de la cité.
"Dans ses limites" car ce n’est pas uniquement la cité qui a forgé la mentalité grecque et a permis la naissance d’une pensée rationnelle : la Grèce a été influencé par l’astronomie babylonienne par exemple mais aussi par le Moyen Orient et l’Orient en général.
"Dans ses innovations" car c’est en Grèce qu’on a installé pour la première fois un principe d’égalité, mis en avant la démocratie, mais également qu’on s’est éloigné des mythes.

## Éditions
- 10e édition - PUF - collection Quadrige, novembre 2007,  (ISBN 978-2-13-054565-1)